# سیارک ۷۲۶۷
سیارک ۷۲۶۷ (به انگلیسی: 7267 Victormeen، نامگذاری:1943DF)۷۲۶۷مین سیارک کشف شده‌است که در ۲۳ فوریه ۱۹۴۳ کشف شد.